# مقابر صخره‌ای سدوک
مقابر صخره‌ای سدوک مربوط به هزاره اول قبل از میلاد است و در شهرستان اورمیه، روستای سدوک واقع شده و این اثر در تاریخ ۱۹ آبان ۱۳۶۴ با شمارهٔ ثبت ۱۶۸۸ به‌عنوان یکی از آثار ملی ایران به ثبت رسیده است.